# 心之谷 (2022年電影)
《心之谷》是在2022年由松竹推出、平川雄一朗執導、清野菜名與松坂桃李主演的日本電影。電影內容改編自少女漫畫家柊葵在1989年期間發表的作品，該漫畫也曾由吉卜力工作室於1995年改編為同名動畫。此篇電影除呈現原作漫畫及動畫版都有描述的初中生活之外，另增加了角色們在成年後人生軌跡的原創劇情。

## 劇情
少女月島雫與少年天澤聖司是一對在初中時期相識的情侶，各自懷抱著想成為作家與大提琴手的夢想。
10年過去後，月島雫迫於現實在一家出版社擔任兒童小說編輯，每天為了提高書籍的銷售額努力，但內心仍對作家的夢想掙扎著。她和立志成為大提琴手一直在義大利生活的聖司，有很長時間未能相見，而聖司的夢想之路也面臨著困難。
某一天，雫在工作上犯了重大錯誤，讓她面臨到究竟要設法保住工作、還是決心成為作家夢想的抉擇。

## 角色
月島雫　飾演：清野菜名、安原琉那（初中時期）
作品主角，年輕時是喜愛閱讀書籍的少女，有著想成為作家的夢想。
過去在偶然情況下跟蹤一頭貓咪的蹤跡來到了藝術珍品商店「地球屋」，而與該店店主成為好友，以及對方的孫子天澤聖司邂逅。
成年後雖在出版社就職過著忙碌生活，但內心仍期望成為作家的一天。
天澤聖司　飾演：松坂桃李、中川翼（初中時期）
作品主角，是藝術珍品商店地球屋店主的孫子，也是熱愛大提琴的少年。
他渴望能成為傑出的大提琴手，便在少年時期前往義大利深造尋求機會。
月島靖也　飾演：小林隆
雫的父親。
月島朝子　飾演：森口瑤子
雫的母親。
爺爺　飾演：近藤正臣
聖司的爺爺，擅長大提琴的地球屋店主，有珍藏一尊名叫男爵的貓玩偶。
阿月　飾演：柚醋（ぽんず）
愛自己行動的貓，雫過去在好奇跟著牠的行蹤下來到了地球屋。
原田夕子　飾演：內田理央、住友沙来（初中時期）
雫在初中時期的好友，暗戀班上的同學杉村。
杉村龍也　飾演：山田裕貴、荒木飛羽（初中時期）
雫在初中時期的好友，原先喜歡雫，之後與夕子交往。
高坂老師　飾演：宮下加奈子
雫在初中時期的保健室老師。
堀内部長　飾演：音尾琢真
雫成年後任職的「星見出版」公司的上司，時常對屬下板著臉。
津田綠　飾演：松本真理香
雫在出版社工作的前輩，是西洋電影《鐵達尼號》的愛好者。
高木洋輔　飾演：中田圭祐
雫在出版社工作的後輩，對於雫所做的決定總是給予著支持。
園村真琴　飾演：田中圭
與雫在編輯事務上合作的作家。
莎拉　飾演：Kanoa
聖司在義大利學習樂器的朋友。
巴哈　飾演：安德烈（Adriel）
聖司在義大利學習樂器的朋友。
舒曼　飾演：魏斯・W（Wes W）
聖司在義大利學習樂器的朋友。

## 製作
此部作品最初預定在2020年的秋季期間公開，之後因受到2019年冠状病毒疫情的影響，延遲至2022年4月期間才正式公佈消息。在首波公佈的預告片裡，有請過去負責《心之谷》動畫裡月島雫配音的本名陽子擔任旁白。

### 演員
角色的挑選上，學生時的月島雫與天澤聖司是找安原琉那與中川翼飾演，成人時期則分別由清野菜名與松坂桃李擔當。在地球屋的相關角色方面，鼓勵著雫與聖司的爺爺是由近藤正臣演出，帶領雫來到地球屋的貓咪阿月，則是曾在電影《在咖啡冷掉之前》裡客串的明星貓柚醋。
在電影版的原創角色部份，雫在職場上的同仁是由音尾琢真飾演她的上司堀内，前輩津田與後輩高木則分別為松本真理香與中田圭祐。聖司在義大利的朋友巴哈、舒曼，是邀請在日本活動、本身確實有演奏小提琴能力的西洋模特兒安德烈（Adriel）及魏斯・W（Wes W）等人演出。

### 音樂
影片的配樂為曾與平川雄一朗在2020年電影《記憶屋》合作的高見優創作，主題曲則由杏演唱，為翻唱70年代歌曲《給我一雙翅膀》。

### 場景

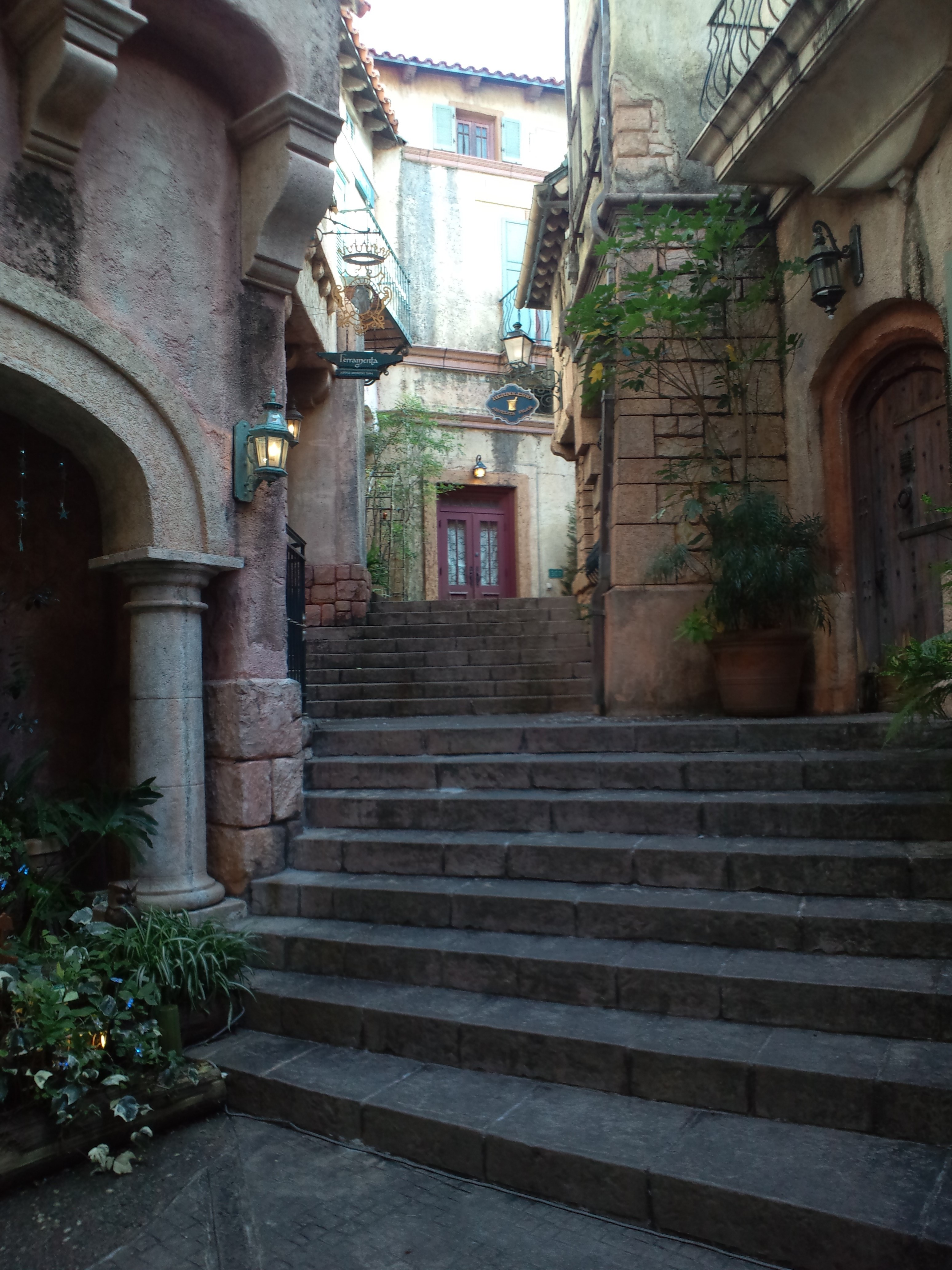
和歌山遊艇城裡的義大利街道是影片的取景地之一。

在拍攝青春時期的雫與聖司一同在高處欣賞凌晨美景的片段時，曾考慮同樣採用吉卜力動畫版的取景地聖蹟櫻丘一帶。之後因為挑選的地點為斜坡地形，在不好架設攝影機的因素下，改成在橫濱市的金澤動物園一帶拍攝。其他青春時期的場景，如雫與聖司相遇的圖書館與就讀的學校，是在我孫子市的我孫子中學校裡拍攝。
聖司爺爺經營的藝術精品商店地球屋方面，則是挑選位於佐倉市一間專門販賣精緻器具及歐洲古董等物品、外形剛好與地球屋有神似之處的商店佐倉ManorHouse裡取景。
聖司在義大利學習樂器的場景部份，原先曾計劃前往義大利當地採景，在受到冠状病毒疫情的影響後，改採用在和歌山市一座以歐洲街景為主題的遊樂園和歌山遊艇城作為場地。

## 公開
影片於2022年10月14日上映，在當週有1億4千700萬日元左右的票房收入，並且為該週日本電影票房排行的第4名。在上映結束後，獲得約5億多日圓的票房成績。
海外公開方面，有被安排為2023年4月台灣金馬影展裡的片單作品之一，並於當月28日在台灣上映此片。在台上映首週獲得約38萬新臺幣的票房，最後成績為65萬多新臺幣。

## 評價
《日本時報》的專欄認為對於同樣是改編自漫畫的動畫版《心之谷》與真人版《心之谷》，兩者不免有會被拿來比較的情況，但過去的動畫版內容與真人版相較之下，反而比較有趣與前衛。另外真人版的主題曲《給我一雙翅膀》雖然能在聆聽中感受到真情流露，但不及動畫版引用了民歌《鄉村路帶我回家》來的有話題性。媒體串流平台服務網站Crunchyroll表示雖然這部電影是想演出在原作劇情十年後發生的故事，但表現上讓人感到一股退縮，沒有傳遞出原作原有的浪漫氣息，認為真人版不像是原作漫畫的改編，也不像是翻拍動畫版的作品。

## 外部連結
- 官方网站
- 電影《心之谷》的X（前Twitter）
- 電影《心之谷》的Instagram帳戶
- 互联网电影数据库（IMDb）上《夢幻街少女 真人版》的资料（英文）